# Czakó Elemér
Szentiváni Czakó Elemér (Szolnok, 1876. december 16. – Budapest, 1945. április 30.) könyvkiadó és iparművészeti szakíró.

## Élete
Czakó Péter és Tóth Julianna fia. Tanulmányait Párizsban és a Budapesti Tudományegyetemen végezte. 1897–1898 között az egyetemi könyvtár gyakornoka, 1899-től az Iparművészeti Múzeum könyvtárosa lett 1905-ig. Az 1903-ban megrendezett első magyar ex libris kiállításnak Czakó Elemér volt a rendezője. 1907-től a múzeum őre, 1911-től az iparművészeti iskola igazgatója. 1915-ben helyettes államtitkári címet kapott. 1916-tól a Vallás- és Közoktatásügyi Minisztérium tanácsosa, 1925–1934 között az Egyetemi Nyomda főigazgatója volt. Szerkesztette Az iparművészeti iskola évkönyvét (1912–1916 között), a Közművelődést (1927), A királyi magyar egyetemi nyomda története című jubiláris kiadványt (többekkel, Budapest, 1927).
A Farkasréti temetőben nyugszik.

## Családja
Felesége Kastenhofer Ilona (1880–1974) volt, akit 1899. augusztus 31-én Budapesten, a Ferencvárosban vett nőül.
Gyermekei:
- dr. Czakó Tibor (1905–1966)
- Czakó Leona Ilona (1903–1931)

## Művei
- A könyvnyomtatás és könyvdíszítés iparművészete (Budapest, 1902)
- Kolozsvári Márton és György XIV. századbeli szobrászok (1905)
- A nagybányai typarium (1906)
- Czéhbeli képírók Kolozsvárt (1908)
- A magyar iparművészet szereplése a Milánói Nemzetközi Világkiállításon (Budapest, 1907)
- A Királyi Magyar Egyetemi Nyomda Története 1577–1927 (szerkesztve: 1927)
- A magyaros ízlés - Szemelvények a magyar háziipar, népművészet és iparművészet formakincséből (Györgyi Kálmánnal, 1930)
- Amit a gyermeknek arról mondani lehet (1931, szerzői kiadás)
- A magyarság néprajza 1–4, s. a. r., (1933–1937)
- Cirill-betűs könyvek Budán (Budapest, 1939)
- Ábécénk életrajza (Budapest, 1939)
- Széchenyi, a legnagyobb és leghívebb magyar (1941)
- A bélyeggyűjtés értelme (Budapest, 1941)